# Leptophlebia konza
Leptophlebia konza är en dagsländeart som beskrevs av Burian 2001. Leptophlebia konza ingår i släktet Leptophlebia och familjen starrdagsländor. Inga underarter finns listade i Catalogue of Life.